# Chassenon
Chassenon település Franciaországban, Charente megyében. Lakosainak száma 843 fő (2022. január 1.). Chassenon Chabanais, Étagnac, Pressignac, Rochechouart és Saillat-sur-Vienne községekkel határos.

## Népesség
A település népessége az elmúlt években az alábbi módon változott:
| Lakosok száma | 1072 | 1023 | 964  | 894  | 870  | 873  | 880  | 864  | 857  | 843  |
|               | 1968 | 1982 | 1990 | 2006 | 2013 | 2015 | 2017 | 2019 | 2020 | 2022 |